# はつらつスタジオ505
『はつらつスタジオ505』（はつらつスタジオごーまるご）は、NHKラジオ第1放送で1985年4月3日から2005年3月23日まで放送された公開歌番組である。

## 概要
演歌歌手を中心に毎回のテーマに沿ってベテランから若手がフルバンドによる生演奏で熱唱する東京・渋谷のNHK放送センター505スタジオからの公開生放送。
オープニングテーマ曲はかつて放送されていた「今週の明星」という番組のテーマ曲をアレンジしたものである。
番組内から年間4曲程度「新ラジオ歌謡」が誕生していた。
しかし、放送20周年を機に、2005年3月をもって終了し、4月からは「きらめき歌謡ライブ」としてリニューアルし、司会・進行者もこれまでの金子辰雄から葛西聖司にバトンタッチされた。

## 番組の構成
- 20:05 - 番組オープニング、出演歌手のヒット曲熱唱
- 20:28 - 熱唱に一息（関東地方は交通情報）
- 20:30 - ニュース
- 20:33 - 第2部・ワンマンライブ、新ラジオ歌謡
- 20:55 - 各地のニュース、気象情報、9時のニュース
- 21:05 - 第3部・出演歌手の新曲披露、エンディングで出演歌手の週末の予定

## スタッフ
- 構成：杉紀彦
- 制作統括：川口和孝
- 演出：松浦禎久
- 司会・進行：
  - 初代：飯窪長彦
  - 2代目：金子辰雄
  - アシスタント：千葉紘子（ - 1991年度）
- 演奏：三原綱木とザ・ニューブリード